# مارسيل ألبرت
مارسيل ألبرت (بالفرنسية: Marcel Albert)‏ هو عسكري وطيار فرنسي، ولد في 25 نوفمبر 1917 في باريس في فرنسا، وتوفي في 23 أغسطس 2010 في هارلينغن في الولايات المتحدة.